# Francisco Fernández (Fußballspieler, 1932)
Francisco Fernández Barja (* 1. Januar 1932 in Santiago; † 2. Februar 2010 ebenda) war ein chilenischer Fußballspieler. Der Torwart absolvierte ein Länderspiel für Chile.

## Karriere

### Verein
Francisco Fernández, Spitzname Atila oder el rey de los unos, spielte in der Jugend von Unión Española und debütierte 1950 im Profifußball bei Deportes Iberia. 1951 kehrte der Torwart zu den Hispanos zurück und war ein exzentrischer Spieler mit hohem Unterhaltungswert für das Publikum. Er spielte für verschiedene Klubs in Chile, darunter zweimal für Audax Italiano. Im Spiel gegen Universidad de Chile im September 1959 setzte er sich aus Protest gegen den zweiten Elfmeter kurz vor Ausführung neben den Pfosten und zog sein Trikot aus. Er wurde daraufhin des Feldes verwiesen. Auch dribbelte er in einem Spiel bis zur Mittellinie oder klärte Bälle per Kopf und gilt so als Vorläufer des Argentiniers Hugo Gatti und des Kolumbianers René Higuita.

### Nationalmannschaft
Francisco Fernández bestritt ein Länderspiel für die Nationalmannschaft Chiles. Der Torwart spielte im September 1959 bei der 0:7-Niederlage in der Copa O’Higgins gegen Brasilien. Zuvor war er beim Campeonato Sudamericano 1959 in den Kader berufen worden, dort aber nicht zum Einsatz gekommen.

## Erfolge
Deportes La Serena
- Segunda División: 1957